# Theridion derhami
Theridion derhami är en spindelart som beskrevs av Simon 1895. Theridion derhami ingår i släktet Theridion och familjen klotspindlar. Inga underarter finns listade i Catalogue of Life.